# Дарко Јевтић
Дарко Јевтић (Базел, 8. фебруар 1993) швајцарски је фудбалер. Игра на позицији везног играча, а тренутно наступа за Јединство Уб.